# جورج كيدرينوس
جورج كيدرينوس أو سيدرينوس ((باليونانية: Γεώργιος Κεδρηνός)‏، عاش في القرن الحادي عشر الميلادي) مؤرخ بيزنطي.
في خمسينيات القرن الحادي عشر الميلادي، كتب كيدرينوس «تاريخ موجز للعالم» منذ بداية الخلق وفق رواية الكتاب المقدس، وحتى عصره. يعد كيدرينوس أحد القلائل الذين تناولوا سقوط عاصمة دولة الخزر اتيل سنة 969م في عهد ملكهم جورج طزول.
كانت معظم محتويات تاريخه مقتبسة من أعمال سايمون العظيم وجورج سينسيلوس وتيوفان المعرف، ومن أحداث سنة 811م نقل كيدرينوس حرفيًا التأريخ الذي كتبه جون سكايليتزيس.
ترجع أصول كيدرينوس إلى قرية سيدريا الصغيرة في ثيمة أنتالوك، وشغل منصبًا رفيعًا في البلاط البيزنطي. وقبلها تولى عدد من المناصب في منطقتي الدانوب والقرم.